# Konftel
Konftel — один из крупных мировых производителей аудио-оборудования для конференц-связи. Компания Konftel основана в 1988 г. Головной офис находится в Швеции.
В продуктовой линейке компании представлены конференц-телефоны, позволяющие организовывать конференц-связь как по проводным аналоговым линиям, так и при помощи беспроводных линий связи по протоколам DECT и Bluetooth.
Телефоны для конференц-связи Konftel разработаны с применением собственной запатентованной технологии OmniSound®, предназначенной для обеспечения высокой четкости при передаче и воспроизведении речи.
Основными потребителями конференц-телефонов Konftel является Европа.

## Возможности конференц-телефонов Konftel
- поддержка различных способов подключения: аналоговая телефонная линия, ISDN линия, USB (к ПК), DECT, Bluetooth, IP сеть, мобильный телефон
- проведение аудио конференций сразу по нескольким каналам (например, аналоговая телефонная линия, ПК, мобильный телефон)
- подключение внешних микрофонов (проводных или беспроводных)
- зона охвата микрофона 360°
- радиус действия конференц-телефона до 30 кв.м. или до 70 кв.м. (при подключении внешних микрофонов)
- запись разговоров напрямую на карту памяти SD или на внешнее звукозаписывающее устройство (диктофон)
- подключение беспроводной телефонной гарнитуры
- управление с ПДУ (некоторые модели)

## Конференц-телефоны Konftel: модельный ряд
- Konftel 300IP - IP конференц-телефон с поддержкой 5-и сторонних конференций (прямое подключение к Ethernet, поддержка SIP)
- Konftel 300 - конференц-телефон с поддержкой 4-х сторонних конференций (подключение: аналоговая линия + ПК + мобильный телефон)
- Konftel 200 - беспроводной (DECT) конференц-телефон
- Konftel 200 - конференц-телефон с подключением к аналоговой телефонной линии
- Konftel 200NI - конференц-телефон с ISDN подключением
- Konftel 100 - конференц-телефон с подключением к аналоговой телефонной линии
- Konftel 60W - беспроводная (Bluetooth) конференц-приставка для работы с программами IP телефонии (Skype и др.)
- Konftel 50 - конференц-приставка к телефонному аппарату